# Parque Nacional Hohe Tauern

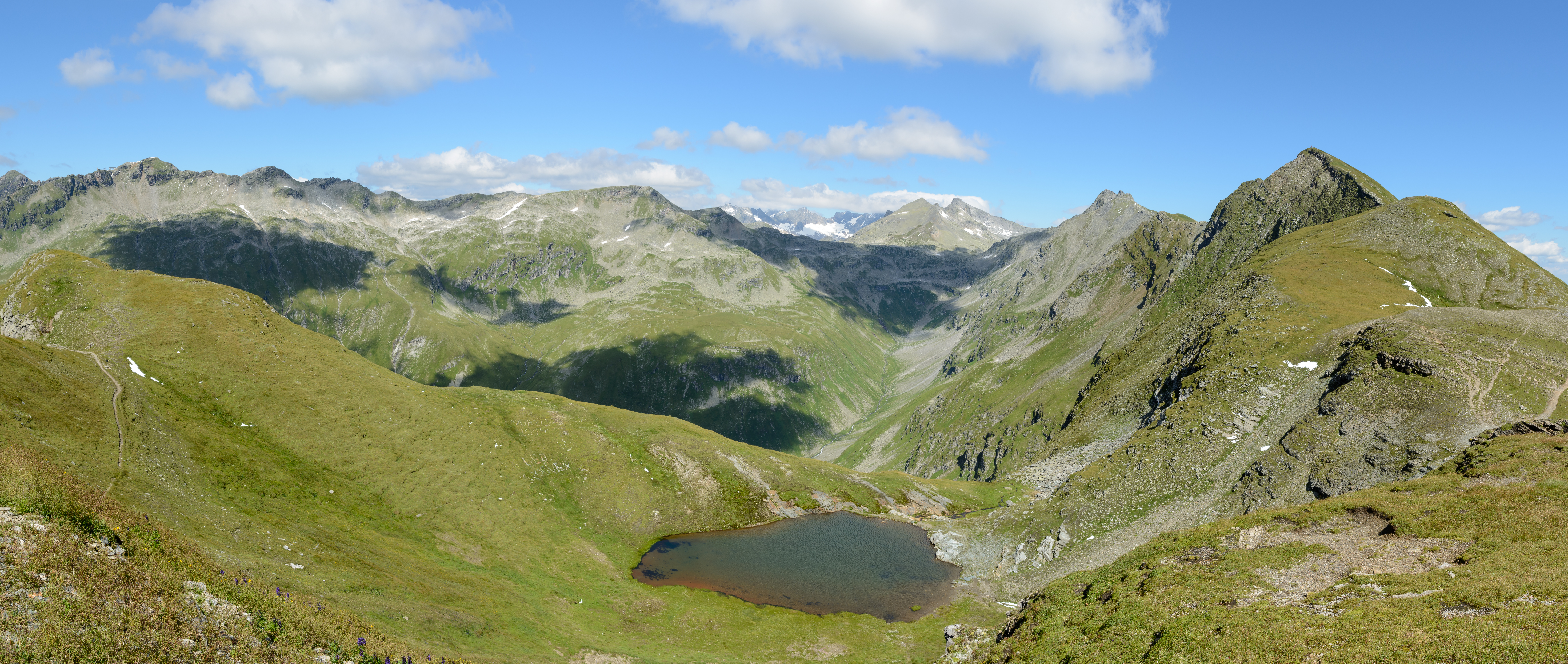
Vista panorâmica do Hagener Hütte, no Parque Nacional Hohe Tauern

O Parque Nacional Hohe Tauern é um parque nacional localizado nos estados austríacos de Caríntia, Tirol e Salzburgo. Foi estabelecido em 1981, sendo reconhecido pela IUCN como área protegida de categoria II em 2001. Cobrindo 185 600 hectares, 54% do território do parque é formado por glaciares, pedregulho, rochas e pequenos prados de arbustos, 32% por gramados e pastagens sub-alpinas, 9% por florestas, 4% por arbustos de amieiro e pinheiro de montanha e 1% por água. Com 15 mil espécies de animais, cerca de um terço de toda a fauna austríaca encontra-se nesse parque.